# Lantana indica
Lantana indica là một loài thực vật có hoa trong họ Cỏ roi ngựa. Loài này được Roxb. mô tả khoa học đầu tiên năm 1832.